# Amin bin Hasan al-Madani

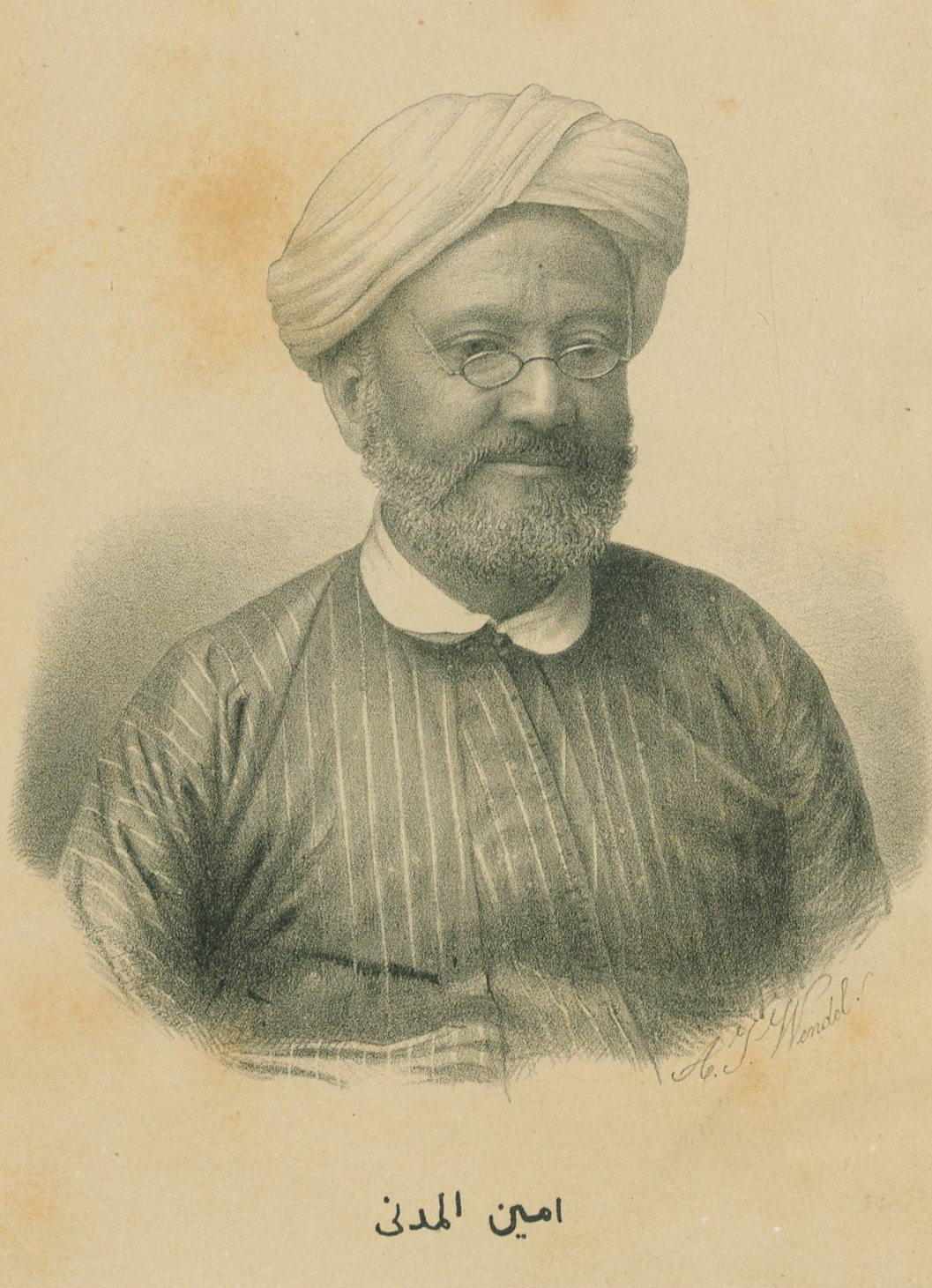
Lithografie door A. J. Wendel naar de foto door Jan Goedeljee

Amin ibn Hasan al-Halawani al-Madani al-Hanafi (Medina - Syrische Woestijn, 1898) was een Arabische islamgeleerde en boekhandelaar. Hij verzamelde een grote collectie Arabische handschriften op het gebied van de klassieke letteren en islam, waarvan er in 1883 ruim 600 werden aangekocht door Brill ten behoeve van de Universiteitsbibliotheek Leiden.
Amin bin Hasan al-Madani werd geboren in de heilige stad Medina. Hij was een mudarris oftewel leraar in de Moskee van de Profeet in Medina. Naast zijn brede wetenschappelijke belangstelling was hij ook handelaar in wetenschappelijke uitgaven, waarvoor hij verre reizen maakte, onder andere naar Mumbai en Singapore, waarbij hij ziyara (bezoeken aan heilige plaatsen) en tidjara (handel) combineerde.
In 1883 bezocht al-Madani vanuit zijn toenmalige woonplaats Caïro de Internationale Koloniale en Export tentoonstelling in Amsterdam met de bedoeling zijn collectie Arabische handschriften te verkopen. Dat lukte pas nadat hij door Carlo Landberg (1848-1924), een Zweedse graaf en orientalist, in contact werd gebracht met uitgeverij E.J. Brill in Leiden. Dat leidde tot de aankoop van 664 handschriften ten behoeve van de Universiteitsbibliotheek Leiden, maar ook tot zijn kennismaking met Leidse wetenschappers en zijn deelname aan het Zesde Internationale Congres der Oriëntalisten van 10 tot 15 september 1883 in Leiden, als enige Arabier te midden van ongeveer 300 Europese assyriologen, Egyptologen, arabisten en dergelijke.
In Leiden leerde al-Madani ook de Nederlands arabist en islamoloog Christiaan Snouck Hurgronje kennen, die onder meer regelde dat de Leidse fotograaf Jan Goedeljee een portret van al-Madani vervaardigde. Later zorgde Snouck Hurgronje ook voor de vertaling en uitgave van de 'reisindrukken' die al-Madani schreef voor de Egyptische krant al-Burhan over zijn bezoek aan Europa. De uitgave werd voorzien van een lithografie van de hiervoor genoemde foto.
Amin bin Hasan al-Madani woonde de laatste jaren van zijn leven in Mumbai. In 1898 werd hij vermoord door bedoeïenen in de Syrische Woestijn.